# Santa Fe, Jala
Santa Fe är en ort i Mexiko.   Den ligger i kommunen Jala och delstaten Nayarit, i den centrala delen av landet, 600 km väster om huvudstaden Mexico City. Santa Fe ligger 582 meter över havet och antalet invånare är 192.
Terrängen runt Santa Fe är kuperad åt nordväst, men åt sydost är den bergig. Santa Fe ligger nere i en dal. Runt Santa Fe är det glesbefolkat, med 18 invånare per kvadratkilometer. Närmaste större samhälle är Jala, 18,4 km söder om Santa Fe. I omgivningarna runt Santa Fe växer huvudsakligen savannskog.